# Степок (пам'ятка природи)
Степо́к — ботанічна пам'ятка природи загальнодержавного значення в Україні. 
Розташоване на південь від села Лісове та на схід від села Володимирівки Казанківського району Миколаївської області. 
Площа 11 га. Перебуває у віданні ДП «Володимирівське лісове господарство» (Лісове лісництво, квартал 34). Статус присвоєно згідно з розпорядженням Ради Міністрів Української РСР від 14.10.1975 року № 780-р. з метою збереження типових для середнього степу ландшафтних комплексів, що належать до лесових низовин з потужним антропогенним покривом на неогенових відкладах, розчленованих степовими балками з південними малогумусними чорноземами. 
Охороняється природна плакорна цілинна ділянка типчаково-ковилового степу, на якій поширені корінні угруповання формації костриці валіської, ковил волосистої, Лессінга і української та поширені близько 300 видів рослин. З рідкісних зростають астрагал пухнастоквітковий, тюльпан Шренка, занесені до Червоної книги України, горицвіт весняний, занесений до Регіонального червоного списку. 
Пам'ятка природи має наукове, природоохоронне та пізнавальне значення.